# Ligne de Commequiers à Saint-Gilles-Croix-de-Vie
La ligne de Commequiers à Saint-Gilles-Croix-de-Vie (autrefois Croix de Vie) est une ligne régionale, à voie unique et écartement normal. Elle formait autrefois un embranchement de l'ancienne ligne reliant Nantes-État à La Roche-sur-Yon via Sainte-Pazanne (aujourd'hui en partie déclassée), permettait des relations depuis Nantes et La Roche-sur-Yon en direction de Saint-Gilles-Croix-de-Vie. Les 1 150 premiers mètres de la ligne entre la gare de Commequiers et la bifurcation vers le nouveau raccordement ont été déclassés le 9 décembre 1992 et la voie déposée. La quasi-totalité de ce tronçon est désormais empruntée par la liaison Nantes - Saint-Gilles-Croix-de-Vie.
Elle constitue la ligne 535 000 du réseau ferré national.

## Histoire
Une ligne, considérée comme un embranchement de la ligne de « Machecoul à La Roche-sur-Yon » se détachant de la ligne principale entre Saint-Maixent et Coëx et passant par ou près Saint-Révérend et l'Aiguillon, est concédée par une convention signée le 24 décembre 1872 entre le conseil général de Vendée et la Compagnie des chemins de fer nantais. Cette ligne est déclarée d'utilité publique, à titre d'intérêt local, par décret le 11 avril 1874.
À la suite d'une modification du tracé du projet de ligne fixant la bifurcation à Commequiers, un décret la déclare d'utilité publique le 27 avril 1877.
La ligne est incorporée dans le réseau d'intérêt général par une loi le 18 mai 1878. Cette même loi approuve la convention signée le 26 avril 1877 entre le ministre des Travaux publics et la Compagnie des chemins de fer nantais pour le rachat par l'État du réseau de la compagnie à la suite des difficultés financières de cette dernière.
L'Administration des chemins de fer de l'État met en service l'embranchement de Commequiers à Croix-de-Vie le 17 octobre 1881, permettant au port vendéen d'être relié directement au chef-lieu du département, La Roche-sur-Yon, via Aizenay. Tandis que les trains venant de Nantes via Sainte-Pazanne, étaient contraints d'effectuer une manœuvre de rebroussement à Commequiers avant de continuer leurs parcours vers Croix de Vie.
Après sa reprise en 1938 par la Société nationale des chemins de fer français (SNCF), la ligne est fermée en 1940, puis rouverte à la fin de la guerre, elle sera de nouveau fermée, mais uniquement pendant l'hiver, en 1970. Cependant, à Commequiers, il n'est plus possible que de continuer sur Sainte-Pazanne et Nantes, le tronçon vers La Roche-sur-Yon fermant définitivement au service voyageurs le 18 janvier 1970.
Afin de procéder à une réouverture toute l'année et afin d'améliorer les liaisons ferroviaires entre la côte vendéenne et Nantes, le rebroussement de Commequiers est supprimé en 1982 grâce à la construction d'un raccordement légèrement en amont de cette gare qui ne fut plus alors desservie. Le gain de temps est d'environ 9 min. Les trains empruntant la ligne viennent désormais directement de Challans.
Depuis de nouveaux chantiers sont en cours pour l'amélioration du trafic (voir Relation Nantes - Saint-Gilles-Croix-de-Vie).